# Plumps
Plumps ist eine 1986 für das DDR-Fernsehen geschaffene Figur aus der Kindersendung Unser Sandmännchen und stellt einen kleinen aufmüpfigen Wasserkobold dar.
Er erobert in der Sendung zusammen mit seinem besten Freund, dem Küken, seine Umwelt und erlebt spannende Abenteuer.
Entstanden ist Plumps aus einer „Plumpskugel“, woher auch sein Name kommt.

## Geschichte
Die Puppe für die Plumps-Reihe wurde von Gerhard Behrendt nach einer Idee von Ingeborg Feustel geschaffen.
Die Puppentrickserie wurde im Trickfilmstudio des DDR-Kinderfernsehens seit 1983 produziert. Am 2. Oktober 1986 wurde Plumps das erste Mal gesendet. Bis zur Auflösung des Deutschen Fernsehfunks 1991 entstanden fast 70 Folgen. Besonders aufwendig war die Animation lippensynchroner Mundbewegungen, die den Figuren mehr Ausdruckskraft verlieh.
Sprecherin der Figur Plumps war Carmen-Maja Antoni, das Küken wurde von Angelika Lietzke gesprochen. Die Musik stammt von Bernd Wefelmeyer.

## Zitat
„Ich bin ein Wasserkobold und schon groß.

Alle Wasserkobolde haben blaue Haare.

Rund um den Plumps-See, wo ich wohne, kann man viele Abenteuer erleben.

Mein Freund, das Küken, ist ein bisschen ängstlich.

Ich bin ganz mutig und stark und beschütze es.“